# ZiS-30
Le ZiS-30 est un chasseur de chars léger construit pour l'Armée rouge dès 1941, pour faire face à l'invasion allemande, dont l'armée comportait de nombreux blindés. Il était basé sur le châssis du tracteur d'artillerie blindé Komsomolets. Ces véhicules montrèrent leur efficacité lors des affrontements mais leur production fut cependant limitée par le nombre de tracteurs Komsomolets alors en usage.

## Histoire de sa production
Le ZiS-30 fut l'un des rares véhicules de combat blindés à avoir été conçu à la hâte par les industries d'armement soviétiques peu de temps après le déclenchement de l'opération Barbarossa par l'armée allemande le 22 juin 1941. En août 1941, le bureau de conception de blindés de Grabin situé dans l'usine no 92 dite Gorki mit au point le canon ZiS-2 de 57 mm et le monta sur un châssis de tracteur d'artillerie Komsomolets , sans chercher à improviser un système d'amortissement du recul mais ce qui fut compensé par des bêches anti-recul. Ce qui donna le ZiS-30. Mais rapidement, des problèmes apparurent en termes de disponibilité et d'existence de ces châssis. De ce fait, par manque de pièces, la production des ZiS-30 (qui nécessitait ces deux éléments) fut réduite à seulement une centaine d'exemplaires.

## Au combat
Au combat le blindage du Zis-30 n'offrait qu'une maigre protection aux membres d'équipage, en effet le blindage ne pouvait arrêter que des balles de mitrailleuse ou d'armes légère. Malgré un canon puissant ce chasseur de chars ne pouvait donc pas être déployé en première ligne. Il pouvait malgré tout tendre des embuscades grâce à sa silhouette des plus réduites mais la position des râteliers à munitions devant le bouclier du canon obligeait les servants à s'exposer dangereusement. En ce qui concerne l'appui d'infanterie son canon de 57 mm ne pouvait tirer des obus explosifs avec assez de charge explosive.